# Bahnstrecke Kortfors–Grythyttan
| Bahnhof Flosjöhyttan |                      |                                                    |                                                    |
| Rockesholm 1890 |                      |                                                    |                                                    |
| Streckenlänge: | 37,6 km              |                                                    |                                                    |
| Spurweite: | 1435 mm (Normalspur) |                                                    |                                                    |
| Maximale Neigung: | 12,5 ‰               |                                                    |                                                    |
| Minimaler Radius: | 240 m                |                                                    |                                                    |
| |                      |                                                    |                                                    |
| \| \| \| Bergslagsbanan von Grängesberg \| \| \| \| 37,6 \| Grythyttan früher Bahnhof \| Grythyttan früher Bahnhof \| \| \| \| Bergslagsbanan \| \| \| \| 34,6 \| Sörälgen lp \| Sörälgen lp \| \| \| \| Hafenbahn Sörälgen (etwa 850 m) \| \| \| \| 29,5 \| Högborn lp \| Högborn lp \| \| \| \| Hafenbahn Högborn \| \| \| \| 28,0 \| Älvestorp (bis 1911 Elfvestorp) \| Älvestorp (bis 1911 Elfvestorp) \| \| \| \| Hafenbahn Elfvestorp[2] \| \| \| \| \| Svartälven \| \| \| \| 22,4 \| Limmingsviken hlp \| Limmingsviken hlp \| \| \| 19,9 \| Flosjöhyttan hlp \| Flosjöhyttan hlp \| \| \| 14,5 \| Rockesholm \| Rockesholm \| \| \| 11,9 \| Skärjen lp \| Skärjen lp \| \| \| 6,0 \| Mårabo grusgrop \| Mårabo grusgrop \| \| \| 2,6 \| Karlsdalsbruk (bis 1910 Karlsdal) \| Karlsdalsbruk (bis 1910 Karlsdal) \| \| \| 0,0 \| Kortfors \| Kortfors \| \| \| \| Bahnstrecke Nora–Karlskoga–Otterbäcken nach Bofors \| \| |                      |                                                    |                                                    |
| Quellen: |                      |                                                    |                                                    |
| Strecke |                      | Bergslagsbanan von Grängesberg                     | Bergslagsbanan von Grängesberg                     |
| Haltepunkt / Haltestelle | 37,6                 | Grythyttan früher Bahnhof                          | Grythyttan früher Bahnhof                          |
| Abzweig ehemals geradeaus und nach rechts |                      | Bergslagsbanan                                     | Bergslagsbanan                                     |
| Blockstelle (Strecke außer Betrieb) | 34,6                 | Sörälgen lp                                        | Sörälgen lp                                        |
| Abzweig geradeaus und nach rechts (Strecke außer Betrieb) |                      | Hafenbahn Sörälgen (etwa 850 m)                    | Hafenbahn Sörälgen (etwa 850 m)                    |
| Blockstelle (Strecke außer Betrieb) | 29,5                 | Högborn lp                                         | Högborn lp                                         |
| Abzweig geradeaus und nach rechts (Strecke außer Betrieb) |                      | Hafenbahn Högborn                                  | Hafenbahn Högborn                                  |
| Bahnhof (Strecke außer Betrieb) | 28,0                 | Älvestorp (bis 1911 Elfvestorp)                    | Älvestorp (bis 1911 Elfvestorp)                    |
| Abzweig geradeaus und nach links (Strecke außer Betrieb) |                      | Hafenbahn Elfvestorp                               | Hafenbahn Elfvestorp                               |
| Brücke über Wasserlauf (Strecke außer Betrieb) |                      | Svartälven                                         | Svartälven                                         |
| Haltepunkt / Haltestelle (Strecke außer Betrieb) | 22,4                 | Limmingsviken hlp                                  | Limmingsviken hlp                                  |
| Haltepunkt / Haltestelle (Strecke außer Betrieb) | 19,9                 | Flosjöhyttan hlp                                   | Flosjöhyttan hlp                                   |
| Bahnhof (Strecke außer Betrieb) | 14,5                 | Rockesholm                                         | Rockesholm                                         |
| Blockstelle (Strecke außer Betrieb) | 11,9                 | Skärjen lp                                         | Skärjen lp                                         |
| Abzweig geradeaus und von rechts (Strecke außer Betrieb) | 6,0                  | Mårabo grusgrop                                    | Mårabo grusgrop                                    |
| Bahnhof (Strecke außer Betrieb) | 2,6                  | Karlsdalsbruk (bis 1910 Karlsdal)                  | Karlsdalsbruk (bis 1910 Karlsdal)                  |
| Bahnhof (Strecke außer Betrieb) | 0,0                  | Kortfors                                           | Kortfors                                           |
| Strecke (außer Betrieb) |                      | Bahnstrecke Nora–Karlskoga–Otterbäcken nach Bofors | Bahnstrecke Nora–Karlskoga–Otterbäcken nach Bofors |

Die Bahnstrecke Kortfors–Grythyttan (Svartelvs Järnväg – SEJ) war eine Bahnstrecke im schwedischen Bergslagen und verband die Orte Grythyttan an der Bergslagsbana und Kortfors an der von der Nora-Karlskoga järnvägsaktiebolag erbauten Bahnstrecke Nora–Karlskoga–Otterbäcken.

## Geschichte

### Dalälven-Rämen-Kortfors Järnväg
In den frühen 1870er Jahren wurden Pläne für eine Normalspurstrecke zwischen Kortfors und Vansbro gemacht. Das Projekt erhielt den Namen Swedish Midland Railway („Schwedische Mittellandbahn“), offiziell war diese Strecke jedoch die Dalälven-Rämen-Kortfors Järnväg (DRKJ). Initiatoren des Projekts waren die Mühlenbesitzer der Mühlen am Fluss Svartälven: Älvetorp, Rockesholm und Karlsdal. Es wurde mit englischem Kapital gerechnet und 1874 wurde der erste Abschnitt zwischen Kortfors und Karlsdal fertiggestellt und konnte für den privaten Güterverkehr genutzt werden. Eine Konzession für die DRKJ wurde beantragt und am 4. August 1876 erteilt. Danach wurde der Bau nach 3 Kilometern gestoppt. Die Strecke wurde nicht weitergebaut, weil das Geld ausging. Interessierte Geldgeber fanden sich nicht. Am 1. Januar 1882 wurde diese Strecke für den öffentlichen Güterverkehr freigegeben.
Nora-Karlskoga järnvägsaktiebolag (NKJ) betrieb diese kurze Strecke bis zum 1. Oktober 1888, als das kurz zuvor gegründete Unternehmen Svartelvs järnvägsaktiebolag (SEJ) die Strecke übernahm.

### Svartelvs järnvägsaktiebolag

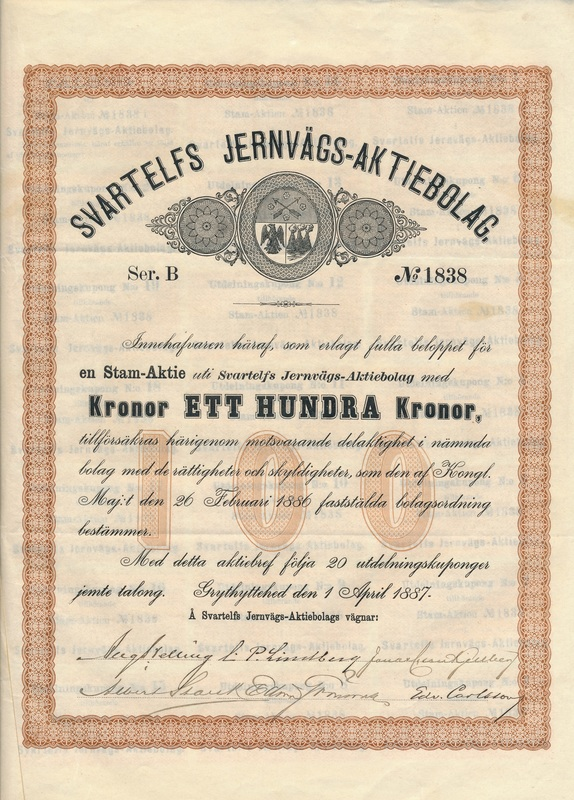
Aktie Svartelfs Järnvägs-Aktiebolag

Am 2. Mai 1884 erhielt die Svartelvs järnvägsaktiebolag (neue Schreibweise: Svartälf) die Konzession zur Bau und Betrieb einer Schmalspurbahn von Karlsdal nach Nora und einer Zweigstrecke Kortfors–Karlsdal nach Grythyttehed (dem heutigen Grythyttan) an der Bergslagsbana. Diese Konzession wurde jedoch nicht eingelöst.
Auf der Hauptversammlung am 30. April 1886 wurde der Beschluss geändert und stattdessen eine Konzession für eine Normalspurbahn beantragt. SEJ erhielt am 25. Februar 1887 diese Konzession, um den Bau in Normalspur auszuführen. 1889 erwarb SEJ das Eigentum an der Strecke zwischen Kortfors und Karlsdal. Die Strecke Kortfors–Grythyttehed wurde am 12. Januar 1889 für den allgemeinen Betrieb eröffnet. Der Eröffnungszug war der einzige Zug in der Geschichte der Strecke, der voll besetzt war.
Die Fahrzeuge waren mit SvartelfsJ beschriftet.

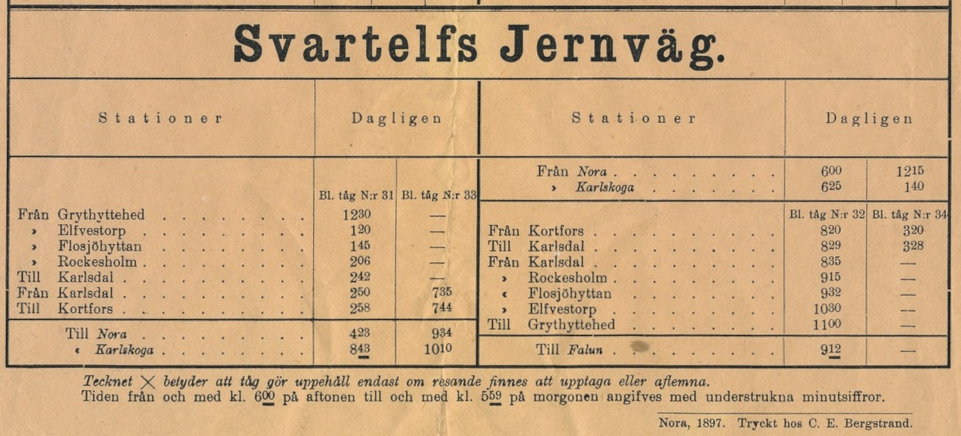
Fahrplan Svartelfs Järnväg 1897

Die Geschäftsidee von SEJ bestand darin, die entlang des Flusses Svartälven gelegenen Eisenwerke durch Gleisanschlüsse zu verbinden. Als die Eisenbahn 1887 fertiggestellt wurde, kam es jedoch zu einer Rezession und mehrere Eisenwerke gingen bankrott. Dadurch ging die SEJ 1892 in Konkurs. Vom 1. Januar 1892 bis 1904 wurde der Verkehr wieder von der Nora-Karlskoga järnvägsaktiebolag abgewickelt. Die gesamte Strecke wurde am 23. März 1910 vom Riksgäldskontoret versteigert, da kein privater Käufer Interesse zeigte.
Die Strecke wurde von Statens Järnvägar (SJ) betrieben, ohne formal in die Staatsbahnen eingegliedert zu sein. Im Volksmund wurde die Kurzform SEJ als Statens Enskilda Järnväg („Staatliche Privatbahn“) interpretiert.

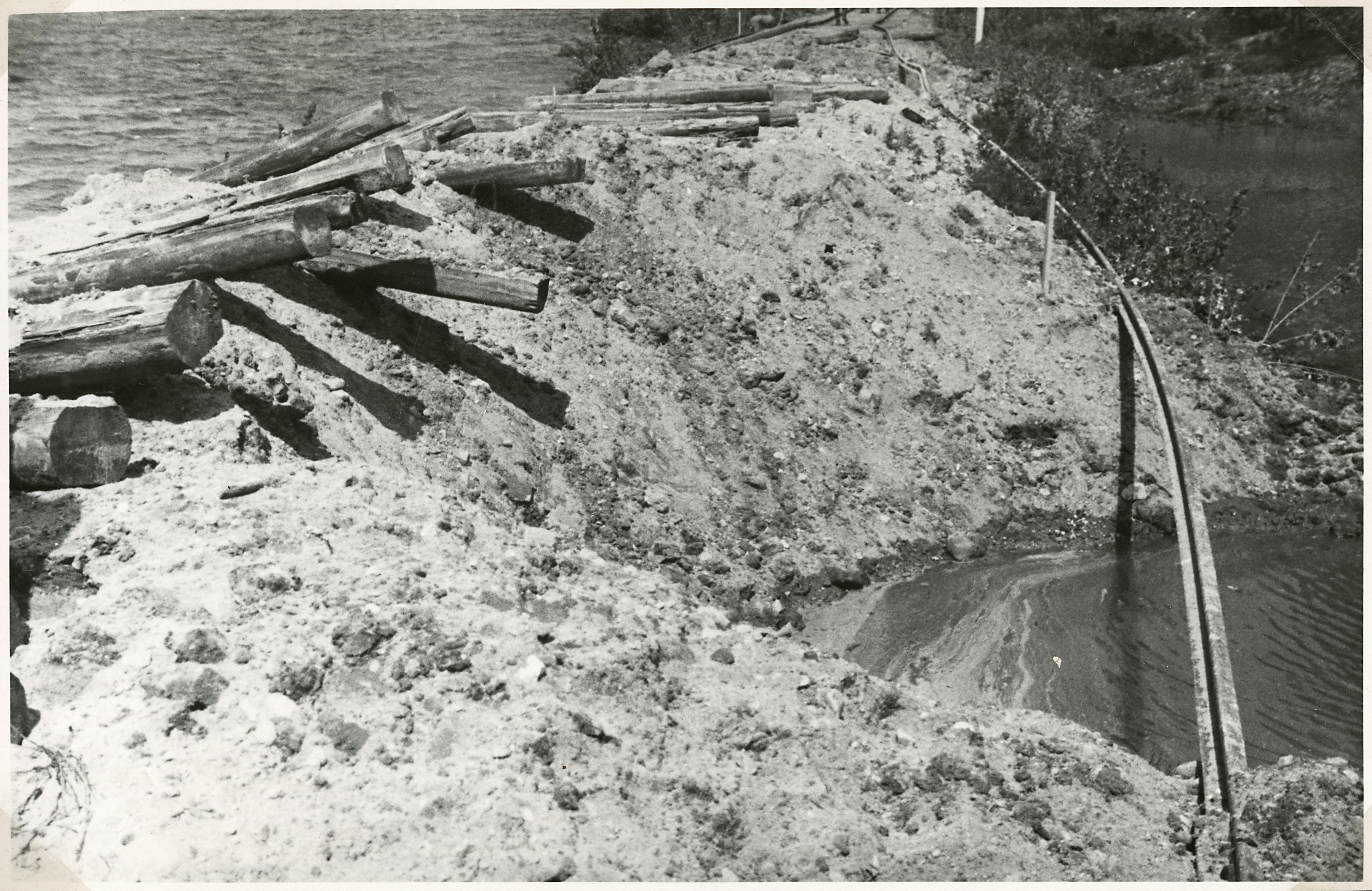
Bahndamm nach der Bombardierung

Ab 1921 wurde die Strecke nur noch an drei Wochentagen betrieben. Mehrere Versuche des Staates im Jahre 1924, die Strecke an Bergslagsbana, an Nora Bergslags järnväg oder an Forstbetriebe als Industriegleise zu verkaufen, blieben erfolglos. Nach einem Antrag an Kunglig Majestät am 7. Februar 1933 beschloss am 19. Januar 1934 Kungliga Järnvägsstyrelsen (Königlich Schwedische Eisenbahnverwaltung) die Einstellung der Strecke. Ein kürzerer Abschnitt wurde mit Oberleitung ausgestattet und vom 23. bis 25. Mai 1934 als Bombenziel der Luftwaffe verwendet.
Am 15. Mai 1936 wurde die Strecke für den Gesamtverkehr gesperrt und der Abschnitt Karlsdal–Grythyttan noch 1936 abgerissen.  Ein kurzer Abschnitt wurde 1934 von Bofors für die Tests seiner Flugabwehrgeschütze genutzt und die Luftwaffe führte Bombenangriffe durch. Der Restabschnitt Kortfors–Karlsdalsbruk blieb bei Försvarsmakten (Schwedische Streitkräfte).
Durch Nothilfearbeiten (schwedisch Nödhjälpsarbete) der staatlichen Arbeitslosenkommision (schwedisch Statens arbetslöshetskommission) wurde der Bahndamm in eine Straße umgebaut. Im Jahr 1939 verkehrten auf dem alten Bahndamm die ersten Busse im Linienverkehr.

## Fahrzeuge

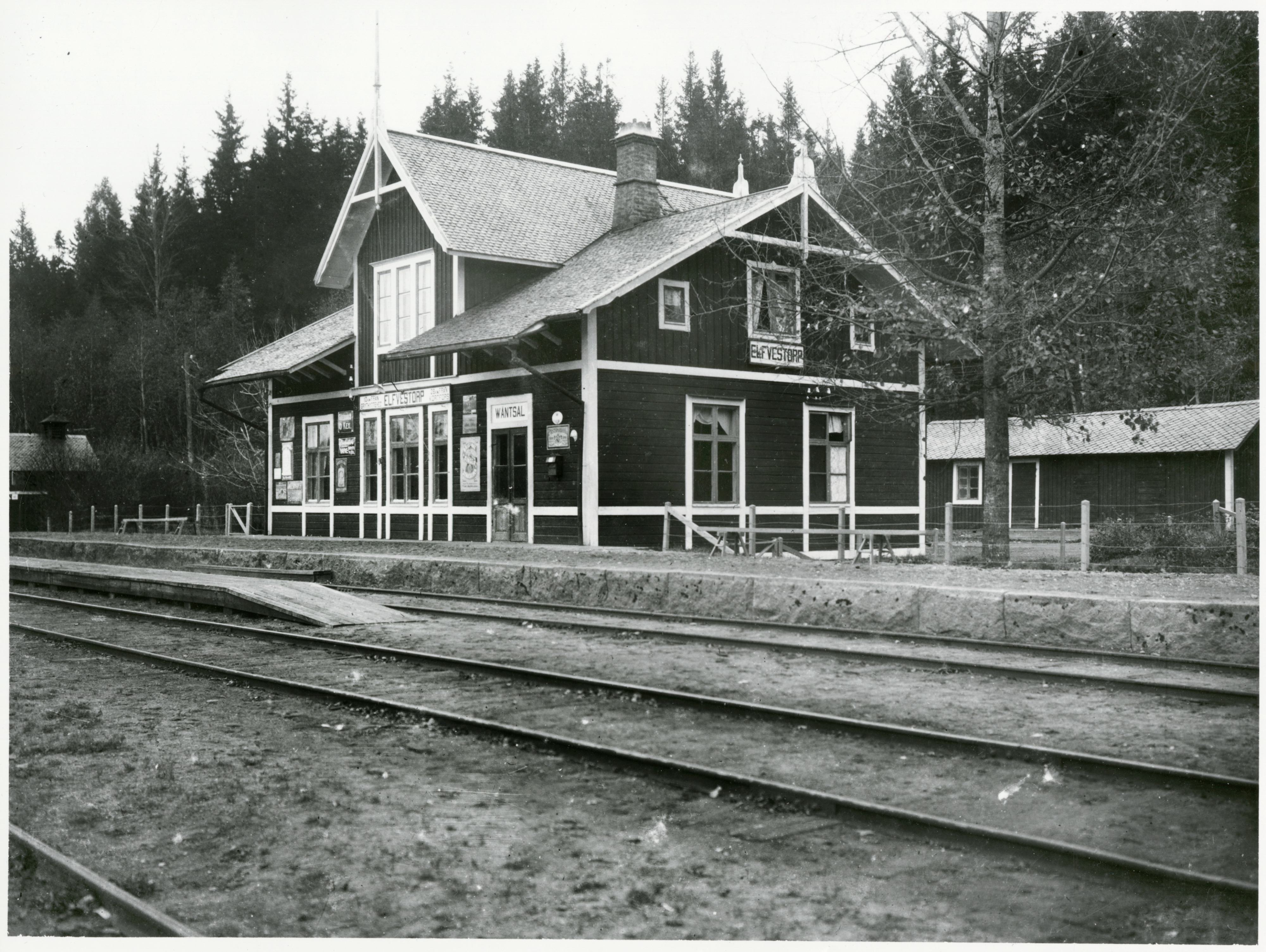
Bahnhof Elfvestorp (1910)

Für den Betrieb der Strecke beschaffte die Gesellschaft SEJ zwei Tenderlokomotiven:
| Nummer | Name       | Bauart    | Achsfolge | Hersteller                     | Fabr.-Nr./ Baujahr | Besonderes | Bild |
| ------ | ---------- | --------- | --------- | ------------------------------ | ------------------ | --- | ---- |
| 1      | ELFVESTORP | Tenderlok | 1 C t     | Nydqvist och Holm, Trollhättan | 274 1888           | |      |
| 2      | ROCKESHOLM | Tenderlok | 1 C t     | Nydqvist och Holm, Trollhättan | 275 1889           | Erhielt 1908 bei Vagn- & Maskinfabriksaktiebolaget Falun einen Pielock-Überhitzer und neue Zylinder, 1936 verschrottet |      |

## Verwaltung
Der Verwaltungsstandort war bis 1892 Karlsdal, danach bis 1904 Nora, gefolgt von Älvestorp bis 1910. Danach erfolgte die Verwaltung durch die SJ in Kristinehamn.

## Elektrifizerungspläne
Im Jahr 1904 erhielt SEJ zwei Ausschreibungen für die Elektrifizierung der Strecke einschließlich eines Triebfahrzeugs:
- AB Magnet; 72.000 Kronen am 20. Januar 1904. Der Betrag wurde die Summe auf ungefähr 80.000 Kronen erhöht, dazu ließ AB Magnet verlauten, dass sich ihr Geschäftsführer Blomquist in Berlin aufhalte, „um alle notwendigen Daten einzuholen und alle dort getroffenen Sicherheitsmaßnahmen zu studieren“ (vermutlich auf der Teststrecke am Spindlersfeld).
- ASEA; 189.000 Kronen am 19. Februar 1904. Der Preisunterschied erklärt sich teilweise durch unterschiedliche Abmessungen der Fahrleitung (AB Magnet plante mit höherer Spannung und damit eine dünnere Leitung) und dadurch, dass Magnet im Angebot davon ausging, dass einer der Güterwagen der Bahn zu einem Elektrotriebzug umgebaut würde, während ASEA eine völlig neu gebaute Elektrolokomotive vorsah. Der Vorschlag von ASEA scheint ausgefeilter als der von Magnet.[10]

Keine der Ausschreibungen umfasste die Fertigstellung des Kraftwerks, in der Ausschreibung von ASEA war eine etwa 150 Meter lange Zuleitung vom Kraftwerk zur Strecke enthalten. Ein weiterer Kostenvoranschlag umfasste die Einspeisung für den Betrieb. Es gab zwei Optionen: einen Generator mit 160 PS, der ausreichte, um eine Lokomotive zu betreiben oder einer mit 260 PS, was den gleichzeitigen Betrieb zweier Elektrolokomotiven ermöglichte.
Im Jahr 1906 legte AB Magnet ein neues Angebot vor, das bei 105.000 Kronen endete. Der genaue Preis würde jedoch durch den aktuellen Londoner Kupferkurs bestimmt. Gegen Aufpreis waren auch Druckluftbremsen für die Lokomotive erhältlich. AB Magnet schlug vor, dass der Durchmesser des Kupferfahrdrahtes 6 mm und der des Stahltragdrahtes 5 mm betragen solle. Zudem solle die Gesellschaft einen ihrer Güterwagen in eine Lokomotive (oder vielmehr einen Triebwagen) umbauen. Der Wagen in der Zeichnung ist dem SEJ-Waggon CF 12 ähnlich.
ASEA legte einen speziellen Kostenvoranschlag für die Speiseausrüstung für den Gleisbetrieb vor. Es gab zwei Optionen: einen Generator mit normalerweise 160 PS, was ausreichte, um eine Lokomotive anzutreiben, oder mit 260 PS, was den gleichzeitigen Betrieb zweier Elektrolokomotiven ermöglichte. In beiden Fällen betrug die Generatorspannung 5 kV, der Leistungsfaktor 0,8 und die mögliche Überlastung lag für eine halbe Stunde bei 35 %. Der Fahrdraht soll aus Kupfer bestehen und einen Durchmesser von 7 mm haben, der Trägerdraht soll aus 6 mm verzinktem Stahldraht bestehen. Die Pfosten würden aus Holz bestehen und in einem Abstand von etwa 40 Metern (in Kurven enger) aufgestellt werden. Alle Gleise würden mit Oberleitungen ausgestattet, um mit der Elektrolokomotive rangieren zu können.
1906 wandte sich die SEJ schriftlich an den König (die Regierung) mit dem Vorschlag, die Kreditschulden gegenüber dem Staat abzuschreiben, damit die Eisenbahn die Elektrifizierung finanzieren könne. SEJ wies darauf hin, dass der elektrische Betrieb der Strecke wichtige Erfahrungen im Vorfeld der bald zu erwartenden umfassenden Elektrifizierung der Eisenbahnstrecken in Schweden liefern würde. Möglicherweise sollte diese Elektrifizierung mit einer Frequenz von 50 Hz erfolgen, da ein entsprechendes Kraftwerk vorhanden war.

### Kraftwerk Elfvestorp
Das neue Kraftwerk von Elfvestorp sollte die Strecke versorgen. Dieses Kraftwerk verfügte über drei von Finshyttan hergestellte Turbinen mit jeweils etwa 295 PS. An jeder Turbine war ein Drehstromgenerator mit einer Leistung von 220 kVA direkt angeschlossen. Die Generatoren lieferten eine Spannung 500 V, die über drei Transformatoren auf etwa 19.500 V hochtransformiert wurde. Die Belastung lag üblicherweise bei 280 – 290 kW, es wurden jedoch auch 340 kW gemessen.